# Nancy Taylor Rosenberg
Nancy Taylor Rosenberg, eigentlich Nancy Camille Taylor-Rosenberg (* 9. Juli 1946 in Dallas; † 3. Oktober 2017 in Las Vegas) war eine US-amerikanische Schriftstellerin.

## Leben
Nancy Taylor Rosenberg begann im Alter von 14 Jahren als Model, unter anderem für die Nobelkaufhauskette Neiman Marcus, zu arbeiten. Neben ihrer Arbeit als Model, die sie erst im Alter von 19 Jahren beendete, besuchte sie das Gulf Park College in Mississippi, wo sie Literatur studierte. Nach Beendigung des College mit einem Bachelor in Englischer Literatur studierte sie Kriminologie und ging anschließend zur Polizei. Sie wurde Polizistin, zunächst von 1971 bis 1975 im Dallas Police Department und kurzzeitig im New Mexico Police Department. Sie war ab 1978 Ermittlerin im kalifornischen Ventura Police Department und ab 1981 ermittelnde Bewährungshelferin beim Ventura County Court Service. In ihrer Freizeit begann sie mit der Arbeit an ersten Kriminalromanen und Justizthrillern. Ein Reitunfall 1990 brachte sie dazu, endgültig eine literarische Laufbahn einzuschlagen. Sie belegte 1992 an der UCLA bei Drehbuchautor Leonardo Bercovici Kurse im kreativen Schreiben. In ihre Romane flossen ihre eigenen Erlebnisse als Polizistin und Bewährungshelferin ein.
Ihr erster Justizthriller Mitigating Circumstances erschien 1993 und wurde ein New-York-Times-Bestseller. Es war der erste Roman um die Staatsanwältin und spätere Richterin Lily Forrester, dem bis 2010 drei weitere Bücher folgten. In ihrem Debütroman verarbeitete Taylor Rosenberg auch ihre eigenen traumatischen Erlebnisse, so wurde sie als Kind missbraucht und als Jugendliche vergewaltigt. Lily Forrester, ebenfalls Vergewaltigungsopfer, tötet im Roman den Täter, was Taylor Rosenberg zwar als ursprünglich ungeplant, jedoch auch kathartisch beschrieb. Die Filmrechte für den Debütroman wurden 1993 von TriStar Pictures erworben, wobei Jonathan Demme als Regisseur der Verfilmung fungieren sollte.  Mitigating Circumstances erschien im Januar 1995 unter dem Titel Mildernde Umstände im Heyne Verlag auch in deutscher Übersetzung. Eine weitere Buchreihe schrieb Taylor Rosenberg um die Hauptprotagonistin Carolyn Sullivan, die als Bewährungshelferin tätig ist. Zwischen 2004 und 2007 erschienen vier Bücher in dieser Reihe. Daneben veröffentlichte sie mehrere eigenständige Romane, die in den Genres Kriminalroman und Justizthriller angesiedelt sind.
Der öffentliche Einsatz für die junge Janelle Garcia, eine Teenagerin mit der angeborenen und potenziell tödlichen Stoffwechselerkrankung Methylmalonazidurie, führte zu Aufmerksamkeit in der Presse. Taylor Rosenberg war mit Garcia, die sie seit 1992 kannte, befreundet, förderte sie und schrieb ihren Roman California Angel (1995), der vom üblichen Schema der Gerichtsthriller abweicht, für sie.

## Privates
Taylor Rosenberg war in zweiter Ehe mit Investor Jerry Rosenberg verheiratet; das Paar hatte fünf Kinder aus beiden Ehen. Sie verstarb infolge einer Operation 2017 und wurde auf dem Bunkers Memory Gardens Cemetery in Las Vegas beigesetzt. 

## Werke
Reihe um Lily Forrester (Staatsanwältin, später Richterin)
- Mitigating Circumstances (1993, dt. Mildernde Umstände)
- Buried Evidence (2000, dt. Rache verjährt nicht)
- The Cheater (2009, dt. Der blutrote Engel)
- My Lost Daughter (2010, dt. Mädchenjagd)

Reihe um Bewährungshelferin Carolyn Sullivan
- Sullivan’s Law (2004, dt. Sullivans Gesetz)
- Sullivan’s Justice (2005, dt. Sullivans Rache)
- Sullivan’s Evidence (2006, dt. Dunkler Garten)
- Revenge of Innocents (2007)

Weitere Romane
- Interest of Justice (1993, dt. Im Namen der Gerechtigkeit)
- First Offense (1994, dt. Unter Verdacht)
- Trial by Fire (1995, dt. Die Feuerprobe)
- California Angel (1995, dt. California Angel)
- Abuse of Power (1997, dt. Das Gesetz der Macht)
- Conflict of Interest (2002, dt. Eine Frage des Gewissens)

## Auszeichnungen
- 1995: Woman of the Year der Boy Scouts of America
- 1995: Woman of Excellence, Orange County’s Learning-for-Life-Programm